# 有馬輝武
有馬 輝武（ありま てるたけ、1920年（大正9年）6月20日 - 2003年（平成15年）1月10日）は、昭和期の農林技官、労働運動家、政治家、俳人。衆議院議員（3期）。俳号・明彦（あきひこ）。

## 経歴
後の鹿児島県西之表市出身。海軍予備学生として出征し、海軍中尉で解員（復員）した<。1946年（昭和21年）明治大学商学部を卒業した。
復員後は鹿児島食糧事務所勤務で組合運動に従事し、同所の労働組合委員長となる。全食糧労働組合の副委員長に就任するため1948年農林省食糧庁に転じ、農林技官兼農林事務官に任官。その後、全食糧労働組合中央執行副委員長、同中央執行委員長、全農林労働組合中央執行副委員長、同書記長、同中央執行委員長、鹿児島地方労働組合評議会事務局長などを務めた。
1953年（昭和28年）4月の第26回衆議院議員総選挙で鹿児島県第3区から左派社会党公認で立候補したが落選。1955年（昭和30年）2月の第27回総選挙に立候補し初当選。次の第28回総選挙では次点で落選。1960年（昭和35年）11月の第29回総選挙で再選され、さらに第30回総選挙でも当選し、衆議院議員に通算3期在任した。この間、日本社会党文化委員会事務局長、同党政策審議会金融財政副委員長、同大蔵部会長などを務めた。その後、第31回、第32回総選挙に立候補したがいずれも次点で落選した。
その後、国際農友会理事、SPプロダクション会長、衆議院前議員会常任理事などを務めた。また、学校法人嘉数女子学園の経営に参画し、1976年（昭和51年）4月から1977年（昭和52年）2月まで理事長に就任し、この間、沖縄女子短期大学学長代行も務めた。
2003年（平成15年）1月10日午前2時11分、腎盂がんのため東京都文京区の病院で死去した。82歳没。死没日付をもって従七位から従四位勲三等に叙され、旭日中綬章を追贈された。

## 著作
- 『月曜：句集』野火書房、1964年。